# Kasba Music
Kasba Music est un label discographique indépendant espagnol, basé à Sants, un quartier de Barcelone, en Catalogne.

## Histoire
Kasba Music est fondé en 2004 à Barcelone par le musicien Joni D et sa compagne Amparo Martín, inspiré par des labels contre-culturels comme Tralla Records et Esan Ozenki, Kasba Music collabore pendant six ans avec Hace Color, l'agence de booking responsable de la tournée conjointe de Fermin Muguruza et Manu Chao en 2003.
Le premier album de Kasba Music, Made in Barna, signé La Kinky Beat, témoigne de l'engagement de Kasba Music pour le mixage et la fusion musicale du « son barcelonais », diffusé plus tard par des groupes tels que Cheb Balowski, Zulú 9.30, La Pegatina, Bongo Botrako, Muyayo Rif, et La Banda del Panda, entre autres, partageant une ligne stylistique commune,.
Tout au long de sa carrière, Kasba Music publie également, via les sous-labels New Beats, dédié à la musique aux sonorités plus électroniques, et Rock de Kasba, des « albums pour briser les tabous et les étiquettes journalistiques » de rap, de punk hardcore, de chansons d'auteur, de flamenco et de divers styles musicaux. Parmi les plus de deux cents références du label, on trouve des albums de Pixamandúrries, Color Humano, Ratpenat, Manolo Kabezabolo, Lágrimas de Sangre, Ginestà, KOP, Maniática, Ràbia Positiva et Ratpenades.
En 2024, à l'occasion de son vingtième anniversaire, Kasba Music publie une collection spéciale de onze LP comprenant des enregistrements inédits, des albums historiques et des compilations spéciales. La première sortie, en janvier, est la performance live de Fermin Muguruza Kontrabanda du Komunikazioa Tour enregistrée à la Sala Apolo de Barcelone le 21 janvier 2004.